# Magdalena Mayr
Magdalena Mayr (* 21. September 1992) ist eine ehemalige deutsche Fußballspielerin.

## Karriere
Mayr begann neunjährig beim SV Oberau mit dem Fußballspielen, wechselte 2007 in die Jugendabteilung des FC Bayern München und rückte 2009 in die zweite Mannschaft in die Regionalliga Süd auf, in der sie bis 2012 aktiv war.
In der Saison 2009/10 gehörte sie dem Kader der Bundesligamannschaft des FC Bayern München an und bestritt drei Kurzeinsätze in der höchsten deutschen Spielklasse der Frauen. Ihr Debüt gab sie am 20. September 2009 (1. Spieltag) beim 3:0-Sieg im Heimspiel gegen die SGS Essen mit Einwechslung für Mandy Islacker in der 78. Minute.
Des Weiteren kam sie international zum Einsatz, als sie in der Champions League beide
Erstrundenspiele gegen den ungarischen Vertreter Viktória FC-Szombathely bestritt und dabei vier Tore erzielte, allein drei im Rückrundenspiel am 7. Oktober 2009 beim 4:2-Sieg in München.

## Erfolge
- Zweite der B-Jugendmeisterschaft 2008